# Carbidopa/levodopa
Carbidopa/levodopa é uma associação medicamentosa utilizada pela medicina no Parkinsonismo idiopático, pós-encefalítico ou sintomático.Pode-se conseguir alívio dos sintomas com uma dose menor de levodopa do que com levodopa isoladamente.
Esta associação inibe a enzima dopa-descarboxilase.